# Voile aux Jeux olympiques d'été de 1924
Navigation
Anvers 1920 Amsterdam 1928

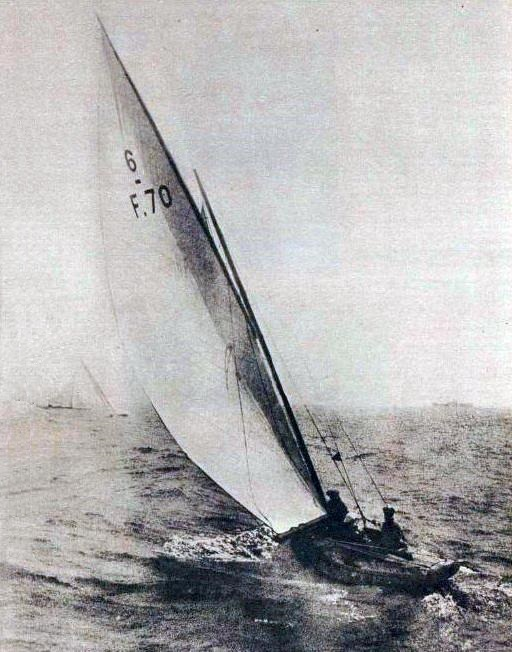
La France troisième des yachts de huit mètres, sur 'Namouça', aux JO 1924 (au Havre).

Aux Jeux olympiques d'été de 1924 à Paris, trois manifestations de régates de voile ont été concourues, une diminution importante par rapport aux quatorze épreuves lors des précédents Jeux de 1920 qui avaient eu du mal à trouver des participants.
Les régates en solitaire sur le monotype olympique ont lieu du 10 juillet au 13 juillet 1924 aux Mureaux, sur le plan-d'eau du Cercle de la voile de Paris, tandis que celles des deux autres classes, les 6 m JI et 8 m JI à la jauge internationale ont lieu du 21 juillet au 26 juillet 1924 sur les côtes du Havre.

## Participants
Un total de 65 marins (64 hommes et 1 femme) issus de 19 nations participent aux épreuves.
- Argentine (5)
- Belgique (8)
- Canada (1)
- Cuba (3)
- Tchécoslovaquie (1)
- Danemark (4)
- Finlande (1)
- France (9)
- Royaume-Uni (5)
- Italie (3)
- Monaco (1)
- Pays-Bas (4)
- Norvège (9)
- Pologne (1)
- Portugal (1)
- Afrique du Sud (1)
- Espagne (3)
- Suède (4)
- Suisse (1)

## Voiliers olympiques

Monotype national - 6mJI - 8mJI à la Jauge internationale de 1919.

## Tableau des médailles
| Rang | Nation      | Or | Argent | Bronze | Total |
| ---- | ----------- | -- | ------ | ------ | ----- |
| 1    | Norvège     | 2  | 1      | 0      | 3     |
| 2    | Belgique    | 1  | 0      | 0      | 1     |
| 3    | Danemark    | 0  | 1      | 0      | 1     |
| 3    | Royaume-Uni | 0  | 1      | 0      | 1     |
| 5    | Finlande    | 0  | 0      | 1      | 1     |
| 5    | France      | 0  | 0      | 1      | 1     |
| 5    | Pays-Bas    | 0  | 0      | 1      | 1     |

## Résultats
| Epreuve                     | Or                                                                                     | Argent                                                                             | Bronze                                                                                         |
| --------------------------- | -------------------------------------------------------------------------------------- | ---------------------------------------------------------------------------------- | ---------------------------------------------------------------------------------------------- |
| Monotype Olympique 1924     | Belgique Léon Huybrechts                                                               | Norvège Henrik Robert                                                              | Finlande Hans Dittmar                                                                          |
| 6 m JI Jauge internationale | Norvège Elisabeth V Eugen Lunde Christopher Dahl Anders Lundgren                       | Danemark Bonzo Knud Degn Christian Nielsen Vilhelm Vett                            | Pays-Bas Willem Six Johan Carp Anthonij Guépin Jan Vreede                                      |
| 8 m JI Jauge internationale | Norvège Bera Rick Bockelie Harald Hagen Ingar Nielsen Carl Ringvold Carl Ringvold, Jr. | Royaume-Uni Emily Edwin Jacob Thomas Riggs Walter Riggs Ernest Roney Harold Fowler | France Namoussa Louis Breguet Pierre Gauthier Robert Girardet Auguste Guerrier Georges Mollard |